# Sint-Barbarakapel (Iveldingen)

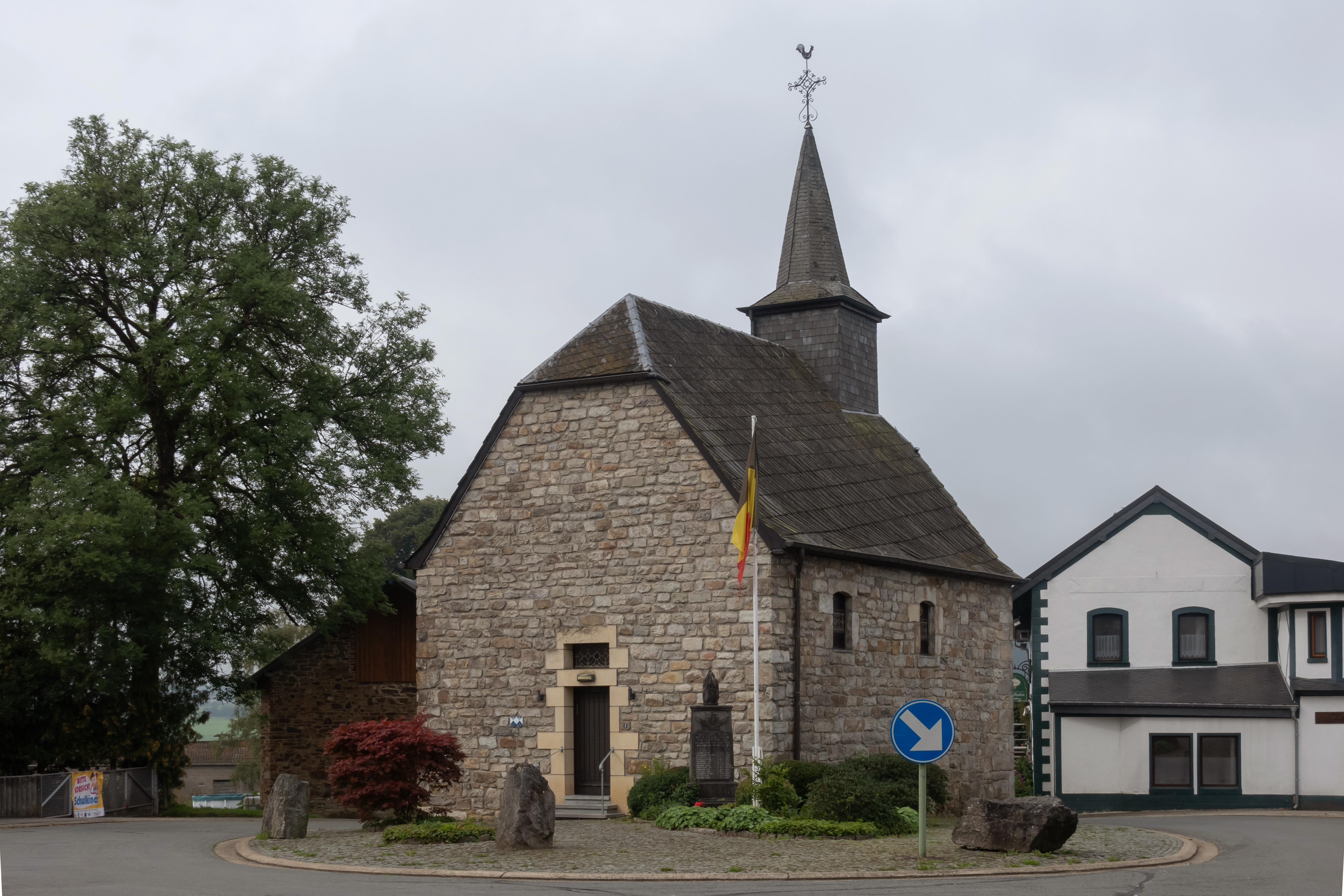
Iveldingen, kapel: de Sankt Barbara Kapelle

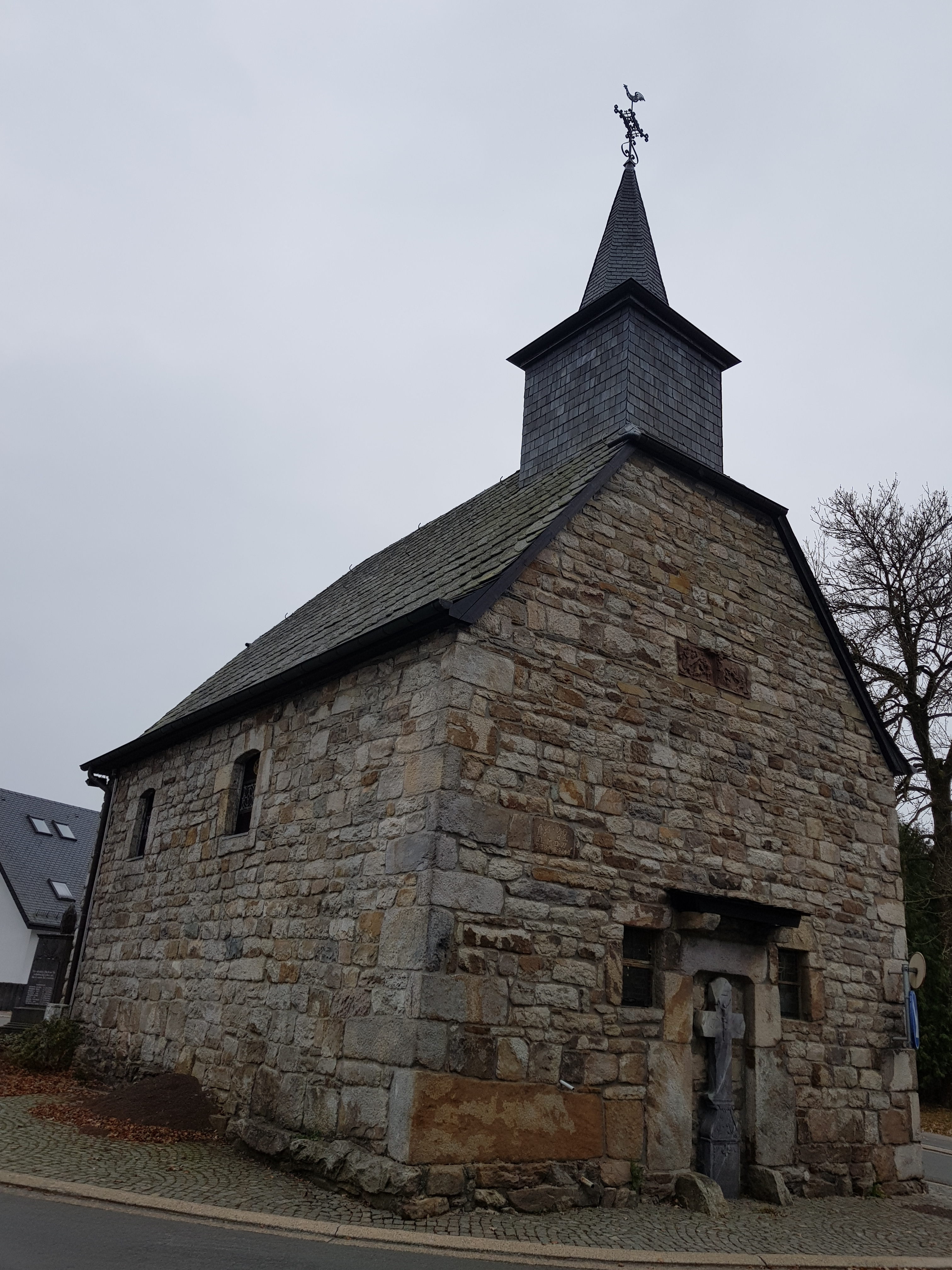
Sint-Barbarakapel, westzijde

De Sint-Barbarakapel is een kapel in de tot de gemeente Amel behorende plaats Iveldingen in de Belgische provincie Luik. De kapel is gelegen aan de weg naar Montenau.

## Geschiedenis
De kapel werd gebouwd in 1688. De westingang werd dichtgemetseld en op deze plaats vindt men tegenwoordig een leistenen kruis van 1794. De inscriptie ANNO 1688-IFL-M.D.W./S.B.B.O.R.P.N.B betekent: Ifeldingen-Mondenaw/Sancta Barbara ora pro nobis (Heilige Barbara bid voor ons). Boven de voormalige ingang bevindt zich een reliëf in rode zandsteen, dat twee staties uit de Kruisweg voorstelt. Een met leien bedekt dakruitertje bevindt zich eveneens boven deze voormalige ingang.
In 1907 werd de kapel in oostelijke richting uitgebreid, maar bij een restauratie in 1987 werd deze storende aanbouw weer verwijderd. De ingang was toen naar de oostzijde verplaatst. Vermoedelijk was er ooit een driezijdig afgesloten koor, maar tegenwoordig heeft de kapel een rechthoekige plattegrond.
Sinds 1988 ligt de kapel op een verkeerseilandje in de Barbarastraße.
Omdat de kapel niet meer geschikt was voor het uitoefenen van de eredienst werd er naast de kapel een nieuwe Sint-Barbarakerk gebouwd die in 1985 in gebruik werd genomen. Het is de parochiekerk voor zowel Iveldingen als Montenau.
In 1983 werd de kapel geklasseerd als monument.